# 斉藤和義 ライブツアー2009≫2010 "月が昇れば" at 日本武道館 2010.3.5
『斉藤和義 ライブツアー2009≫2010 "月が昇れば" at 日本武道館 2010.3.5』（さいとうかずよし ライブツアー2009≫2010 つきがのぼれば アット にっぽんぶどうかん 2010.3.5）は、斉藤和義のライブビデオ。

## 収録曲

### DISC1
1. COME ON!
2. LOVE & PEACE
3. FISH STORY
4. スナフキン・ソング
5. ドント・ウォーリー・ビー・ハッピー
6. やぁ 無情
7. 映画監督
8. 愛の灯
9. 例えば君の事
10. 後悔シャッフル
11. ぼくらのルール
12. Phoenix
13. 月影
14. 逃亡のテーマ2
15. ランナウェイ 〜こんな雨じゃ〜
16. Bitch!
17. I Love Me
18. 社会生活不適合者
19. 彼女は言った
20. 歩いて帰ろう
21. ハローグッバイ

### DISC2
1. 歌うたいのバラッド
2. ずっと好きだった
3. ベリー ベリー ストロング〜アイネクライネ〜
4. 君の顔が好きだ
5. アンコール
6. 天国の月 （大阪厚生年金会館 2010.3.12）
7. Summer Days （日本武道館2010.3.5＆大阪厚生年金会館 2010.3.12＆秋田Club SWINDLE 2010.3.22）
初回限定盤収録曲
8. Mojo Life （大阪厚生年金会館 2010.3.12）
9. ウナナナ （秋田Club SWINDLE 2010.3.22）
10. 幸福な朝食 退屈な夕食 （秋田Club SWINDLE 2010.3.22）